# Leonard Feeney
Pour les articles homonymes, voir Feeney.
 (février 2025).
Si vous disposez d'ouvrages ou d'articles de référence ou si vous connaissez des sites web de qualité traitant du thème abordé ici, merci de compléter l'article en donnant les références utiles à sa vérifiabilité et en les liant à la section « Notes et références ».
Leonard Feeney, né le 18 février 1897 à Lynn, dans le Massachusetts (États-Unis), et mort le 30 janvier 1978, était un prêtre jésuite américain d'origine irlandaise. Excommunié en 1953 pour déviation doctrinale grave, il est expulsé de la Compagnie de Jésus.

## Biographie
Professeur au séminaire majeur jésuite, il est aussi chapelain, pendant la guerre et l'immédiat après-guerre, au centre Saint-Benoît de l'université Harvard.
En 1953, il est excommunié en raison de son interprétation du principe Extra Ecclesiam nulla salus (Hors de l'Église, point de salut). Il fonde ensuite un petit groupe religieux à l'abbaye de Still River.
Le romancier catholique Evelyn Waugh, qui était passé le voir au centre Saint-Benoît, le considérait comme un dangereux exalté. Feeney dénonçait entre autres les « dégâts irréparables » commis, selon lui, par John Henry Newman et Ronald Knox. Evelyn Waugh conclut, à la suite de cette visite, que Feeney avait besoin d'un exorciste plutôt que d'un psychiatre.
Par la suite, Feeney publia un recueil d'essais intitulé London is a Place, où il évoquait Evelyn Waugh d'une manière peu amène en faisant un jeu de mots sur le prénom Evelyn et le mot Evil (« Mal »).

## Théories
Pour Leonard Feeney, le baptême de sang et le baptême de désir sont des interprétations libérales de la doctrine chrétienne. Selon lui, les êtres humains non baptisés ne sont pas sauvés, mais vont directement en enfer. Le Saint-Office lui envoie une première monition en 1949 qu'il refuse de signer et il est excommunié en 1953 par le pape Pie XII pour avoir refusé de se soumettre à l'autorité ecclésiale. Toutefois pour ses partisans, l'excommunication n'est pas valide en raison d'un vice de forme. Il se réconcilie avec le Saint-Siège en 1972, mais on n'exige pas de lui qu'il rétracte sa position quant au baptême — aujourd'hui inscrite sur sa tombe.
Par ailleurs, Feeney affirme l'existence de liens entre Napoléon et la franc-maçonnerie en vue d'abattre la civilisation chrétienne.

## Évolution ultérieure et ralliements
N’ayant pas accepté la lettre de 1949, un certain nombre de partisans du P. Feeney se sont trouvés frappés de diverses sanctions. Cependant, en 1974 a eu lieu la réintégration canonique de l'Abbaye de Still River (Harvard, Massachusetts) à l'Église catholique.

## Banques de données, dictionnaires et encyclopédies
- Notices d'autorité :   - VIAF
  - ISNI
  - IdRef
  - LCCN
  - GND
  - Italie
  - Israël
  - NUKAT
  - Vatican
  - Norvège
  - WorldCat